# Balamet
Le Balamet est une rivière du sud-ouest de la France, dans le département de l'Ariège, dans la région Occitanie, et un affluent du Lez, donc un sous-affluent du fleuve la Garonne par le Salat.

## Géographie
De 9 km de longueur, le Balamet prend sa source dans les Pyrénées en Ariège en vallée de Bethmale sur la commune de Bethmale et se jette dans le Lez à Bordes-Uchentein.

### Département et communes traversés
- Ariège : Bethmale, Arrien-en-Bethmale, Bordes-Uchentein.

## Principaux affluents
- Ruisseau de Peyrequé : 2 km
- Ruisseau de Lacna : 2 km
- Ruisseau de Trespuech : 2 km
- Ruisseau de Labor : 2 km
- Rieu Long : 2 km
- Ruisseau de Courneillère : 2 km
- Ravin du Mont Noir : 2 km